# Albatros (revistă)
Albatros a fost o revistă bilunară inițiată de Geo Dumitrescu în anul 1941, cu scopul declarat de a ajuta publicarea lucrărilor scriitorilor foarte tineri, născuți în preajma anului 1920 și care erau împotriva unor exagerări ale avangardismului, ce dezorganizau intenționat estetica poeziei.
Revista a fost interzisă după doar șapte numere, apărute între 10 martie și 15 iunie 1941.